# Antal Paszkál spanyol infáns
Antal Paszkál (Ferenc Xavér János Nepomuk Aniello Rajmund Szilveszter; Caserta, Nápolyi Királyság, 1755. december 31. – El Escorial, Spanyolország, 1817. április 20.), Spanyolország infánsa, III. Károly spanyol király és Szászországi Mária Amália királyné második legfiatalabb gyermeke, a későbbi IV. Károly spanyol király és I. Ferdinánd nápoly–szicíliai király testvére. Gyermektelenül hunyt el hatvanegy éves korában.

## Élete

### Ifjúkora

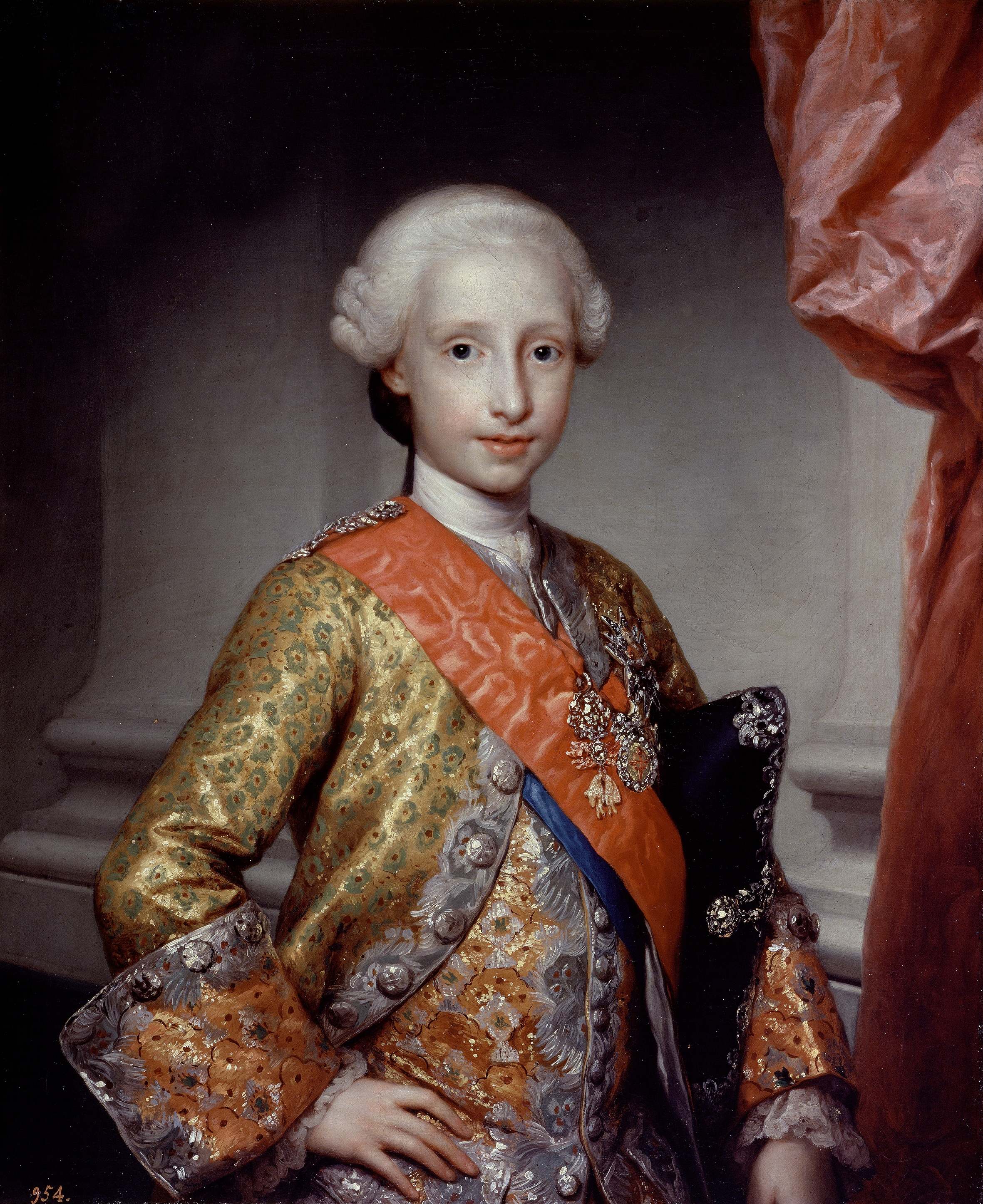
Anton Raphael Mengs 1766 körüli portréja az ifjú infánsról (Museo del Prado)

Antal Paszkál 1755. december 31-én született a Palazzo Vecchióban (Acquaviva), ahol a családja a casertai királyi palota megépülte előtt élt. Ő volt Károly, Szicília és Nápoly királya (a későbbi spanyol király) és Szászországi Mária Amália királyné a tizenkettedik gyermeke egyben ötödik fia. Születésekor csak hat testvére volt életben, utána már csak egy, Ferenc Xavér született. Tizenhárom testvére között van a későbbi IV. Károly spanyol és I. Ferdinánd nápoly–szicíliai királyok, valamint Mária Ludovika is, aki I. Péter Lipót toszkánai nagyherceg (a későbbi német-római császár) felesége lett.
Nagybátyja, VI. Ferdinánd spanyol király 1759-es halálát követően családjával a Nápolyi Királyságból Spanyolországba költöztek, mivel a fiúörökös hiányában elhunyt Ferdinánd koronája öccsére, Károlyra, azaz Antal Paszkál herceg apjára szállt. Ekkor testvérei többi tagjával együtt megkapta a spanyol infáns rangot.

### Későbbi élete
Harminckilenc éves korában feleségül vette unokahúgát, az akkor tizenhat esztendős Mária Amáliát. Az ifjú infánsnő IV. Károly spanyol királynak, Antal Pászkál bátyjának leánya volt. Házasságukra 1795. augusztus 25-én került sor a La Granja de San Ildefonsó-i királyi palotában. A kettős esküvő másik résztvevői másik unokahúga, Mária Lujza infánsnő és Lajos parmai herceg volt. Az ifjú feleség három évvel később, 1798-ban hunyt el szülés közben születendő fiúgyermekükkel együtt. Antal Paszkál infáns sosem házasodott újra.
Aktívan részt vett a Spanyol Birodalom közéletében. Támogatta unokaöccsét, Asztúria hercegét a királyné szeretőjével, Manuel Godoy miniszterrel szembeni fellépésben. Ő volt a Legfelsőbb kormányzótanács (spanyolul: Junta Suprema de Gobierno) elnöke, egyben a Spanyol Birodalom régense fivére, a király távollétében 1808 áprilisa és májusa között a franciaországi invázió idején.
A félszigeti háború alatt a királyi család több tagjával együtt háziőrizetbe került a Château de Valençay-ban. A háború lezártát követően számos magas rangú tisztséget töltött be a spanyol kormányban. Lelkes híve volt az abszolutizmusnak, intézkedéseivel az abszolút monarchia erősítésén dolgozott.